# Itarissa nitidula
Itarissa nitidula är en insektsart som först beskrevs av Brunner von Wattenwyl 1878.  Itarissa nitidula ingår i släktet Itarissa och familjen vårtbitare. Inga underarter finns listade i Catalogue of Life.